# Список мультфильмов с участием Багза Банни
Это список короткометражных мультфильмов с участием Багза Банни. Всего в классическую эру вышло 167 короткометражек с его участием. Для каждого мультфильма показан сериал: Merrie Melodies (MM) или Looney Tunes (LT).

## Короткометражные мультфильмы с участием Багза Банни в хронологическом порядке

### 1940
- 001 «Дикий заяц» (англ.  A Wild Hare) (первое появление) — с Элмером Фаддом в главной роли

### 1941
- 002 «Домашний кролик Элмера» (англ. Elmer's Pet Rabbit) — с Элмером Фаддом в главной роли
- 003 Tortoise Beats Hare (Черепаха побеждает зайца) — с черепахой Сесиль в главной роли
- 004 Hiawatha's Rabbit Hunt
- 005 «Неугомонный кролик» англ. The Heckling Hare
- 006 All This and Rabbit Stew (один из «Одиннадцати запрещённых мультфильмов»)
- 007 Wabbit Twouble — с Элмером Фаддом в главной роли

### 1942
- 008 The Wabbit Who Came to Supper* — с Элмером Фаддом в главной роли
- 009 The Wacky Wabbit* — с Элмером Фаддом в главной роли
- 010 «Подержите льва, пожалуйста» (англ.  Hold the Lion, Please)
- 011 Bugs Bunny Gets The Boid
- 012 Fresh Hare* — с Элмером Фаддом в главной роли
- 013 The Hare-Brained Hypnotist — с Элмером Фаддом в главной роли
- 014 Case of the Missing Hare*

### 1943
- 015 Tortoise Wins By a Hare — с черепахой Сесиль в главной роли
- 016 «Супер-кролик» (англ.  Super-Rabbit)
- 017 Jack-Wabbit and the Beanstalk
- 018 Wackiki Wabbit*
- 019 Falling Hare*

### 1944
- 020 Little Red Riding Rabbit
- 021 «Что готовишь, док?» (англ. What's Cookin' Doc?)
- 022 «Багз Банни и три медведя» (англ. Bugs Bunny and the Three Bears)
- 023 Bugs Bunny Nips the Nips
- 024 Hare Ribbin'
- 025 «Сила зайца» (англ. Hare Force)
- 026 «Бакару Багз» (англ. Buckaroo Bugs) (LT)
- 027 The Old Grey Hare — с Элмером Фаддом в главной роли
- 028 Stage Door Cartoon — с Элмером Фаддом в главной роли

### 1945
- 029 «Багз Банни и Герр» (англ. Herr Meets Hare) (MM)
- 030 The Unruly Hare (MM) — с Элмером Фаддом в главной роли
- 031 Hare Trigger (MM) — с Йосемити Сэмом в главной роли
- 032 Hare Conditioned (LT)
- 033 Hare Tonic (LT) — с Элмером Фаддом в главной роли

### 1946
- 034 Багс и Бейсбол (англ. Baseball Bugs) (LT)
- 035 Hare Remover (MM) — с Элмером Фаддом в главной роли
- 036 «Когда от ужаса дыбом шерсть, Ужасный кролик, Напугали кролика, Дураков не пугают» (англ. Hair-Raising Hare) (MM)
- 037 Банни Акробат (англ. Acrobatty Bunny) (LT)
- 038 Racketeer Rabbit (Кролик-Реккетир) (LT)
- 039 The Big Snooze (LT) — с Элмером Фаддом в главной роли
- 040 Кроличья Рапсодия (англ. Rhapsody Rabbit) (MM)

### 1947
- 041 «Кроличий транзит» (англ. Rabbit Transit) (LT) — с черепахой Сесиль в главной роли
- 042 A Hare Grows In Manhattan (MM)
- 043 Easter Yeggs (LT) — с Элмером Фаддом в главной роли
- 044 Slick Hare (MM) — с Элмером Фаддом в главной роли

### 1948
- 045 Gorilla My Dreams (LT)
- 046 A Feather in His Hare (LT)
- 047 Rabbit Punch (MM)
- 048 Buccaneer Bunny (LT) — с Йосемити Сэмом в главной роли
- 049 Bugs Bunny Rides Again (MM) — с Йосемити Сэмом в главной роли
- 050 Haredevil Hare (LT) — с Марвином марсианином в главной роли
- 051 Hot Cross Bunny (MM)
- 052 Hare Splitter (MM)
- 053 A-Lad-In His Lamp (LT)
- 054 My Bunny Lies over the Sea (MM)

### 1949
- 055 Hare Do (MM) — с Элмером Фаддом в главной роли
- 056 «Заяц в Миссисипи» (англ. Mississippi Hare) (LT)
- 057 Rebel Rabbit (MM)
- 058 High Diving Hare (LT) — с Йосемити Сэмом в главной роли
- 059 Bowery Bugs (MM)
- 060 Long-Haired Hare (LT)
- 061 Knights Must Fall (MM)
- 062 The Grey Hounded Hare (LT)
- 063 The Windblown Hare (LT)
- 064 Frigid Hare (MM) — с Плэйбоем пингвином в главной роли
- 065 Which Is Witch (LT)
- 066 Rabbit Hood (MM)

### 1950
- 067 Hurdy-Gurdy Hare (MM)
- 068 Mutiny on the Bunny (LT)
- 069 Homeless Hare (MM)
- 070 Кролик с большого дома (англ. Big House Bunny) (LT)
- 071 What's Up Doc?(LT)
- 072 8 Ball Bunny (LT) — с Плэйбоем пингвином в главной роли
- 073 Hillbilly Hare (MM)
- 074 Bunker Hill Bunny (MM)
- 075 Bushy Hare (LT)
- 076 Севильский кролик (англ. Rabbit of Seville) (LT)

### 1951
- 077 Hare We Go (MM)
- 078 «Кролик каждый понедельник» (англ. Rabbit Every Monday) (LT)
- 079 Bunny Hugged (MM)
- 080 The Fair-Haired Hare (LT)
- 081 Rabbit Fire (LT)
- 082 French Rarebit (MM)
- 083 His Hare-Raising Tale (LT)
- 084 Ballot Box Bunny (MM)
- 085 Big Top Bunny (MM)

### 1952
- 086 Operation: Rabbit (LT)
- 087 14 Carrot Rabbit (LT)
- 088 Foxy by Proxy (MM)
- 089 «Вода, вода каждому зайцу; Вода, вода, везде вода» (англ. Water, Water Every Hare) (LT)
- 090 The Hasty Hare (LT)
- 091 Oily Hare (MM)
- 092 Сезон охоты на кроликов (англ. Rabbit Seasoning) (MM)
- 093 Кроличья родня; Кролики и родственники (англ. Rabbit's Kin) (MM)
- 094 Hare Lift (LT)

### 1953
- 095 Forward March Hare (LT)
- 096 Upswept Hare (MM)
- 097 Southern Fried Rabbit (LT)
- 098 Hare Trimmed (MM)
- 099 «Задира для Багза» (англ. Bully For Bugs) (LT)
- 100 Duck! Rabbit! Duck! (MM)
- 101 Robot Rabbit (LT)

### 1954
- 102 Captain Hareblower (MM)
- 103 Bugs and Thugs (LT)
- 104 No Parking Hare (LT)
- 105 Devil May Hare (LT)
- 106 «Заколдованный кролик»(англ. Bewitched Bunny) (LT)
- 107 Yankee Doodle Bugs (LT)
- 108 Lumber Jack-Rabbit (LT)
- 109 Baby Buggy Bunny (MM)

### 1955
- 110 Beanstalk Bunny (MM)
- 111 Sahara Hare (LT)
- 112 Hare Brush (MM)
- 113 Rabbit Rampage (LT)
- 114 This Is a Life? (MM)
- 115 Hyde and Hare (LT)
- 116 Knight-mare Hare (MM)
- 117 Roman Legion-Hare (LT)

### 1956
- 118 Bugs' Bonnets (MM)
- 119 Broom-Stick Bunny (LT)
- 120 Rabbitson Crusoe (LT)
- 121 Napoleon Bunny-Part (MM)
- 122 Barbary Coast Bunny (LT)
- 123 Half-Fare Hare (MM)
- 124 A Star Is Bored (LT)
- 125 Wideo Wabbit (MM)
- 126 To Hare Is Human (MM)

### 1957
- 127 Ali Baba Bunny (MM)
- 128 Bedeviled Rabbit (MM)
- 129 Piker's Peak (LT)
- 130 Что за опера, док? (англ. What's Opera, Doc?) (MM)
- 131 Bugsy and Mugsy (LT)
- 132 Show Biz Bugs (LT)
- 133 Rabbit Romeo (MM)

### 1958
- 134 Hare-Less Wolf (MM)
- 135 Hare-Way to the Stars (LT)
- 136 Now Hare This (LT)
- 137 «Благородный рыцарь Багз» (англ. Knighty Knight Bugs) (LT) (единственный мультфильм, получивший «Оскар»)
- 138 «Доисторический заяц» (англ. Pre-Hysterical Hare) (LT)

### 1959
- 139 Baton Bunny (LT)
- 140 Hare-Abian Nights (MM)
- 141 Apes of Wrath (MM)
- 142 Backwoods Bunny (MM)
- 143 Wild and Woolly Hare (LT)
- 144 Bonanza Bunny (MM)
- 145 A Witch's Tangled Hare (LT)
- 146 People Are Bunny (MM)

### 1960
- 147 Horse Hare (LT)
- 148 Person To Bunny (MM)
- 149 Rabbit's Feat (LT)
- 150 From Hare to Heir (MM)
- 151 Lighter Than Hare (MM)

### 1961
- 152 The Abominable Snow Rabbit (LT)
- 153 Compressed Hare (MM)
- 154 Prince Violent (Позже название было заменено на Prince Varmint) (LT)

### 1962
- 155 «Мокрый заяц» (англ. Wet Hare) (LT)
- 156 Bill of Hare (MM)
- 157 Shishkabugs (LT)

### 1963
- 158 Devil's Feud Cake (MM)
- 159 The Million Hare (LT)
- 160 Hare-Breadth Hurry (LT)
- 161 The Unmentionables (MM)
- 162 Mad as a Mars Hare (MM)
- 163 Transylvania 6-5000 (MM)

### 1964
- 164 Dumb Patrol (LT)
- 165 Dr. Devil and Mr. Hare (MM)
- 166 The Iceman Ducketh (LT)
- 167 False Hare (LT)